# Oxira rubifera
Oxira rubifera là một loài bướm đêm trong họ Noctuidae.